# Hertvík Jarník
Hertvík Otto Jarník (n. 12 decembrie 1877, Viena, Austro-Ungaria – d. 9 decembrie 1938, Brno, Cehoslovacia) a fost un lingvist, filolog romanist și traducător ceh, care a predat la Universitatea Masaryk din Brno.
A urmat studii de filologie romanică la Facultatea de Filosofie a Universității din Viena și, după susținerea doctoratului în anul 1900, a efectuat studii de specializare la Strasbourg și Paris. A lucrat în anii 1904–1923 ca funcționar (scriptor) la Biblioteca Provincială a Moraviei⁠(d) din Brno (actuala MZK), îndeplinind în perioada 1919–1923 funcția de director.
A ocupat în anul 1923 postul de profesor de filologie romanică „cu o atenție deosebită pentru limba și literatura română” la Facultatea de Filosofie⁠(d) a Universității Masaryk din Brno. Hertvík Jarník este considerat fondatorul Seminarului de limbi romanice de la Facultatea de Filosofie a Universității Masaryk din Brno. El a ținut, începând din anul 1924, cursuri de limba română, completate cu interpretări de texte, introducând astfel studiul limbii române în cadrul acestei universități. A ocupat, de asemenea, funcția de decan al Facultății de Filosofie a Universității Masaryk în anul universitar 1930–1931.

## Biografie

### Formarea profesională
Hertvík Jarník s-a născut în 12 decembrie 1877 la Viena, ca fiul cel mai mare al lingvistului și profesorului universitar ceh Jan Urban Jarník (1848–1923), unul din fondatorii studiului filologiei romanice din Cehia, și al soției sale, Jindřiška Jarníková (Eysseltová-Klimpély). Fratele său, cu 20 de ani mai tânăr, a fost matematicianul și profesorul universitar ceh Vojtěch Jarník⁠(d) (1897–1970). Hertvík a fost numit astfel după nașul său de botez. A învățat la Gimnaziul Real Ceh din Praga, dovedind talent atât în ceea ce privește studiul limbilor străine, cât și al matematicilor, iar directorul gimnaziului i-ar fi spus prof. Jarník că școala pe care o conducea nu a avut niciodată un elev atât de eminent. Profesorul său de matematică l-a îndemnat să-și continue studiile la Politehnică și să obțină calificarea de inginer. Cu toate acestea, în vacanța din vara anului 1894, Hertvík l-a rugat pe tatăl său să-i dea lecții de limba română și au citit împreună o traducere română a Istoriilor lui Herodot și articolele publicate în ziarul Gazeta Transilvaniei din Brașov, băiatul cerând din când în când lămuriri tatălui său cu privire la sensul unor cuvinte și expresii. Profesorul Jarník a fost surprins de „progresele răpezi” ale fiului său, cu toate că îi cunoștea talentul în învățarea limbilor străine. Băiatul a fost atras tot mai mult de studiul limbii române, iar tatăl său se plângea poetului și istoricului literar Aron Densușianu în septembrie 1895 că nu avea mijloace suficiente pentru a-i putea procura materialele necesare. Tânărul a promovat examenul de maturitate (bacalaureat) cu note mari în vara anului 1896.
În ciuda sfaturilor primite de la profesorii săi, tânărul Hertvík a ales calea tatălui său și a urmat studii de filologie romanică la Facultatea de Filosofie a Universității din Viena (1896–1900), unde i-a avut ca profesori pe Adolf Mussafia și Wilhelm Meyer-Lübke. Alegerea Universității din Viena în dauna Universității din Praga era a tatălui său și avea la bază două cauze: tatăl său dorea, în primul rând, ca fiul său să aibă parte de o educație mai bună, deoarece Universitatea din Viena avea condiții superioare pentru învățarea limbilor romanice (acolo erau ținute în acea vreme cursuri de franceză, italiană și spaniolă, în timp ce la Praga erau ținute doar cursuri de franceză) și profesori mai mulți, și, în al doilea rând, credea că șederea fiului său printre străini îi va fi de folos, deoarece considera că acesta era prea timid („prea sfiicios și nepractic în viață”). În perioada studiilor universitare a locuit pentru un timp împreună cu Kamil Krofta (viitor profesor universitar de istorie medievală la Universitatea Carolină, ambasador al Cehoslovaciei la Vatican, Viena și Berlin și apoi ministru de externe al Cehoslovaciei).
Tânărul vorbea destul de bine limba română, pe care o învățase de la tatăl său, și, urmând sfaturile acestuia, s-a împrietenit cu studenții români din Societatea „România Jună” din Viena, cu care a fost permanent în contact pe parcursul celor patru ani de studii. În paralel, el și-a perfecționat cunoștințele prin frecventarea cursului de limba română, care era ținut de două ori pe săptămână de profesorul George Dan la Academia de Limbi Orientale. Hertvík a corespondat în limba română cu tatăl său, la sugestia acestuia, în cursul studiilor universitare, iar profesorul Jarník a constatat curând, cu o mare mirare, că limba română din scrisorile fiului său era „cît se poate de corectă”. Această corespondență în limba română a continuat ulterior chiar și după ce tânărul a absolvit studiile universitare. Hertvík Jarník a încheiat studiile universitare în iulie 1900 și a obținut titlul de doctor în filosofie în 21 decembrie 1900 cu teza Zum pluralis feminini im dakorumänischen („Asupra pluralului femeninelor în limba daco-română”), elaborată sub îndrumarea profesorilor Mussafia și Meyer-Lübke. Ambii profesori au avut lăudat valoarea științifică a lucrării în referatele lor. Ca urmare a faptului că examenele erau foarte costisitoare la acea vreme, iar tatăl său nu mai avea bani, Hertvík a susținut doar examenul de filologie romanică și a renunțat să mai susțină examenul de filozofie, nepromovând astfel doctoratul „sub auspiciis Imperatoris”.
Profesorul Jarník a încercat să obțină un sprijin financiar de la Ministerul austriac al Educației pentru ca fiul său să urmeze studii de specializare la Universitatea din Strasbourg, sub îndrumarea profesorului Gustav Gröber, în prima jumătate a anului 1901 și apoi la Universitatea din Paris, sub îndrumarea profesorului Paul Meyer, din toamna anului 1901 până în toamna anului 1902. Intenția profesorului Jarník era ca fiul său să se întoarcă în Austro-Ungaria după efectuarea acestor studii, să fie abilitat în toamna anului 1902 ca profesor la Universitatea din Viena, să se transfere venia legendi la Universitatea Carolină din Praga și să înceapă să predea acolo în semestrul de vară anului 1903, urmând să preia încetul cu încetul atribuțiile tatălui său. Până la obținerea abilitării și transferarea sa la Praga, tânărul urma să călătorească în România pentru a-și desăvârși cunoștințele de limba română.
În urma acestor demersuri, Hertvík Jarník a efectuat călătorii de studii la Strasbourg și Paris. După stagiul din capitala Alsaciei (care aparținea în acea vreme Imperiului German și era capitala teritoriului imperial Alsacia-Lorena), el a călătorit în Franța și a ajuns în 1 noiembrie 1901 la Paris, unde a fost găzduit de profesorul Paul Viollet, bibliotecar la Biblioteca Facultății de Drept. A locuit în capitala Franței până la 27 martie 1902 (ziua de Joia Mare). Solicitase anterior un post de practicant remunerat cu 1000 de coroane pe an la Biblioteca Institutului Politehnic din Praga și, nedorind să intre acolo ca începător, a efectuat un stagiu de practică de trei luni la Biblioteca Facultății de Drept din Paris și încă un stagiu de o săptămână la Conservatorul de Arte și Meserii din Paris.

### Cariera de bibliotecar
Întors în Boemia, tânărul Jarník a fost angajat ca funcționar stagiar la Biblioteca Tehnică din Praga, unde și-a desfășurat activitatea în perioada 1902–1904. A lucrat apoi în anii 1904–1923 la Biblioteca Provincială a Moraviei⁠(d) din Brno (actuala MZK), mai întâi ca funcționar (copist) și apoi ca director în perioada 1919–1923. A fost, de asemenea, membru și director executiv al Filialei din Brno al Societății Bibliotecarilor Cehoslovaci, ale cărei întâlniri aveau loc cel mai adesea în spațiile Facultății de Filosofie⁠(d) a Universității Caroline din Praga.
Starea sa de sănătate era destul de fragilă, dar Hertvík Jarník compensa slăbiciunile sale fizice cu cunoștințe științifice avansate, cunoscând, potrivit tatălui său, „o duzină de limbi străine”. Cu prilejul sărbătorii de Crăciun a anului 1916, Hertvík i-a făcut cadou tatălui său o carte italiană pentru învățarea limbii albaneze, iar profesorul Jarník a studiat timp de mai multe luni de zile limba albaneză și a extras o listă de cuvinte germane și albaneze din lucrarea Etymologisches Wörterbuch der albanesischen Sprache (1891) a profesorului german Gustav Meyer. Hertvík Jarník suferea de probleme de vedere, având un grad diferit de miopie între cei doi ochi. Cu toate acestea, medicii militari care l-au consultat nu l-au încadrat ca inapt categoria „A”, iar din acest motiv el a fost mobilizat în Armata Austro-Ungară în timpul Primului Război Mondial. Neîncadrarea sa ca inapt categoria „A” a reprezentat principala piedică în calea demobilizării sale. Comitetul de conducere al Margrafiatului de Moravia a formulat o reclamație prin care cerea demobilizarea militară pe caz de boală a lui Hertvík Jarník, iar autoritățile militare au emis un decret în acest sens în ziua de 15 noiembrie 1917. Procedura de demobilizare s-a prelungit însă până în anul 1918, după cum îi scria profesorul Jarník prietenului Andrei Bârseanu, timp în care Hertvík și-a însoțit în mod regulat tatăl la biroul său de director al Seminarului de Limbi Romanice de la Universitatea Carolină din Praga.
Între timp, s-a căsătorit la 7 noiembrie 1905 cu A. Ibl; cei doi soți așteptau în martie 1912, potrivit corespondenței profesorului Jan Urban Jarník, nașterea unui copil. Au avut două fete: Božena-Jaroslava (n. 1912) și Drahomíra (n. 1920).

### Interesul pentru cultura română

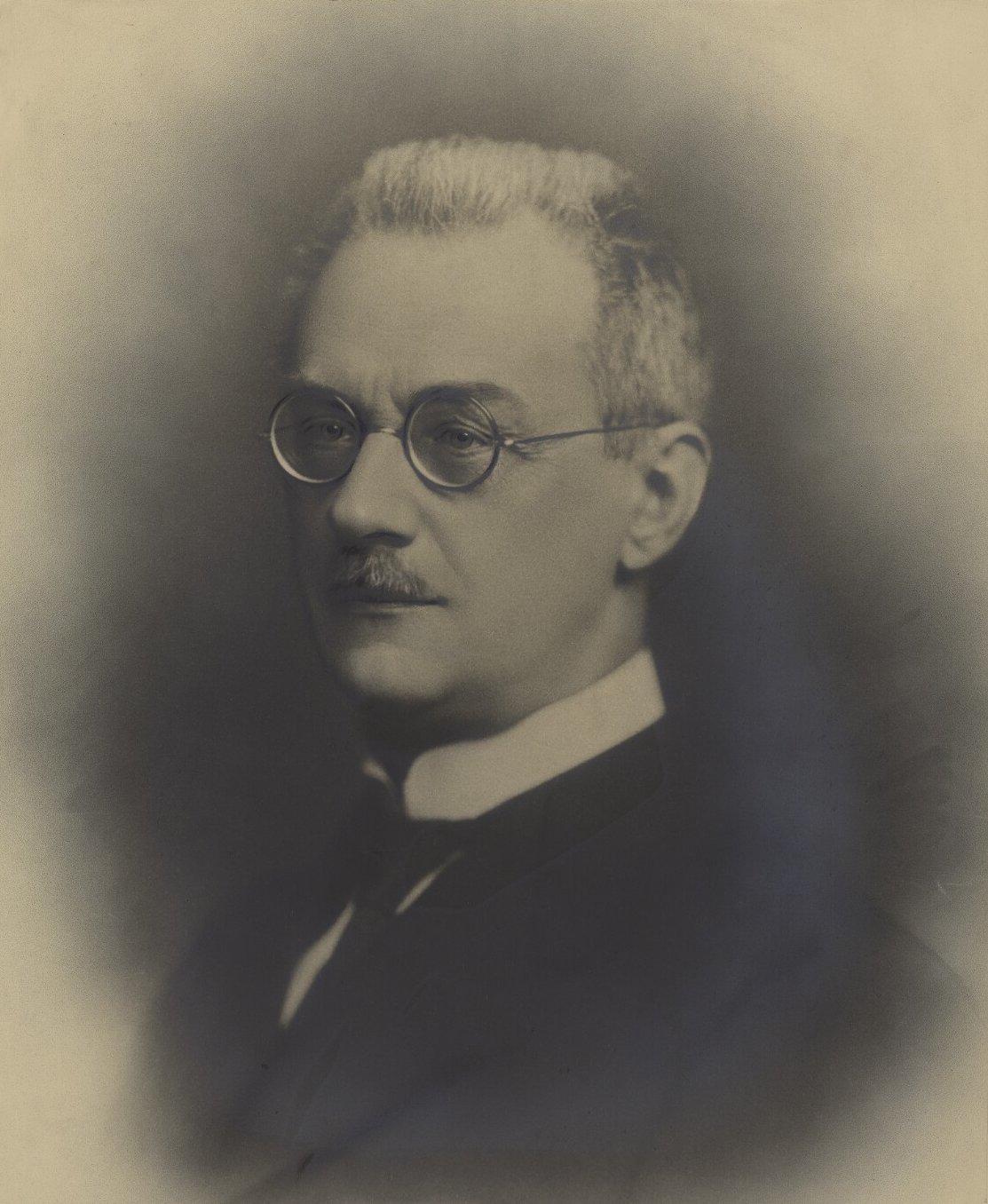
Hertvík Jarník, fotografie realizată de Karel Stoklasa – Atelier pro moderní fotografii K. Stoklas, Česká 16, 1890–1920

Hertvík Jarník a moștenit interesul pentru cultura română de la tatăl său, care era profesor de filologie romanică la Universitatea Carolină din Praga (1882—1919) și întemeietorul studiului limbilor romanice în Cehia. Jan Urban Jarník colindase ținuturile românești din Vechiul Regat și Transilvania, cunoscându-i cu acest prilej pe Ioan Micu Moldovan, Petre Ispirescu, Ion Bianu și Nicolae Iorga, devenise un cunoscător al folclorului românesc și publicase mai demult, împreună cu prietenul său, profesorul Andrei Bârseanu din Brașov, o culegere intitulată Doine și strigături din Ardeal (1895). și Drahuša (n. 1920). A înființat un seminar de limba și literatură română la Universitatea Carolină din Praga a scris un număr mare de articole pentru ziarele și revistele românești și a tradus în limba română, înainte de Primul Război Mondial, nuvela „Pavel Cătană” (Voják nováček, 1881) de František Pravda și romanul Bunica (Babička, 1885) de Božena Němcová.
Profesorul Jan Urban Jarník a dovedit un interes atât de mare pentru limba și cultura poporului român, încât a ajuns să converseze în limba română inclusiv cu membrii familiei sale. Fiul său cel mai mare, Hertvík, a învățat limba română de la tatăl său, ajungând să o cunoască „binișor” (potrivit tatălui său) până la sfârșitul Gimnaziului, a corespondat în românește, în anii studenției, cu părinții săi și a devenit el însuși filoromân. El a scris, împreună cu tatăl său, articolul despre cehi din volumul I al Enciclopediei Române (publicată din însărcinarea Asociațiunii pentru Literatura Română și Cultura Poporului Român de dr. Corneliu Diaconovici în anul 1898 la Sibiu), care a fost republicat apoi în numărul din iunie–iulie 1898 al revistei Transilvania cu informații suplimentare despre limba și literatura cehă, precum și alte articole despre istoria poporului ceh. Dornic să cunoască poporul român, el a efectuat în vara anului 1899 o călătorie de câteva săptămâni în Transilvania și în Regatul României, făcând peste tot o bună impresie, iar cei care l-au cunoscut cu acel prilej au afirmat că el vorbea foarte bine limba română. A făcut parte, alături de George Staca, Vladimír Buben, Method Zavoral și ulterior Jindra Hušková, din cercul prietenilor limbii și culturii române, format în jurul tatălui său. Profesorul George Staca îl considera „un adânc cunoscător și iubitor al l. române [...], care pășește credincios pe urmele tatălui său, dovedind dragoste și simpatie deosebită pentru tot ce e românesc”.
Hertvík și-a însoțit tatăl cu prilejul celei de-a patra (și ultimei) călătorii a acestuia în România, în primăvara anului 1919, bătrânul profesor fiind trimis de guvernul Cehoslovaciei pentru a ține o serie de prelegeri și a stabili contacte cu personalități românești în scopul restabilirii relațiilor istorice dintre poporul cehoslovac și poporul român. Ei au plecat în 18 aprilie 1919 la București și, urmând o rută ocolitoare prin Viena și Zagreb din cauza situației neclare de după Primul Război Mondial, au ajuns în capitala României la sfârșitul aceleiași luni, fiind primiți cu multă prețuire mai ales în cercul prof. Nicolae Iorga. Călătoria celor doi Jarník în România a durat aproape două luni, în timpul cărora ei au fost primiți în audiență în ziua de 8 mai de regele Ferdinand I la palatul Cotroceni și au luat prânzul împreună cu el, cu regina Maria și cu principele moștenitor Carol, au asistat la parada militară de Ziua națională a României (10 mai), iar profesorul Jan Urban Jarník a participat la ședința solemnă a Academiei Române din 14 mai 1919, care era consacrată aniversării jubileului de 50 de ani al instituției, a rostit un discurs în aula Academiei în ziua de 16 mai în care a transmis mesajul Academiei Cehe și a mulțumit pentru alegerea sa ca membru de onoare al Academiei Române și a participat la un dineu de gală în onoarea sa, a fiului său și a unui grup de profesori francezi, printre care s-a aflat și filologul romanist Mario Roques. În perioada șederii sale în București, Hertvík s-a dus aproape în fiecare zi la Biblioteca Academiei pentru a copia texte în limba română veche și a descoperit acolo, printre altele, scrisorile trimise de tatăl său profesorului Constantin Georgian. Publicul român a fost informat periodic despre programul celor doi oaspeți cehoslovaci în principal de ziarul Neamul Românesc al prof. Iorga, cât și de ziarul Izbânda. În perioada șederii lor în România, cei doi oaspeți s-au bucurat de o atenție deosebită din partea celor mai înalte cercuri ale societății românești.
Cei doi Jarník au susținut prelegeri separate și complet diferite pe tema relațiilor ceho-române („Relațiunile româno-cehoslovace din trecut și din viitor”) la 7 mai 1919, în sala Ateneului Român din București, realizând o primă încercare de a contura istoria contactelor dintre cele două națiuni. În timp ce Jan Urban Jarník a vorbit despre nașterea interesului său pentru limba și cultura română, despre interesele sale științifice de muncă și despre contactele sale cu România, fiul său, Hertvík, care era atunci director al Bibliotecii Provinciale a Moraviei din Brno, și-a concentrat atenția în discursul său asupra prezentării contactelor bilaterale ceho-române, menționând, printre altele, vizita voievodului român Mihai Viteazul la împăratul Rudolf al II-lea, care a avut loc la Praga, contribuția arhitectului Josef Hlávka la proiectarea Reședinței mitropoliților Bucovinei și Dalmației din Cernăuți, participarea unei delegații a românilor ardeleni (condusă de Aurel Mureșianu) la Expoziția jubiliară de la Praga din 1891, studiile realizate de istoricii cehi Josef Ladislav Píč și Karel Kadlec cu privire la populația românească din Transilvania și la disputele politice cauzate de situația etnică complexă din acest teritoriu, studiul filologului Bogdan Petriceicu Hasdeu cu privire la chestiunea Vlahiei Morave, traducerile din cehă în română realizate de profesorul Jan Urban Jarník și starețul Metodiu Zavoral, traducerea în cehă a unor opere literare românești scrise de Nicolae Gane, Ion Creangă, Ion Luca Caragiale, Ioan Slavici, Alexandru Vlahuță, Mihail Sadoveanu, Constantin Sandu-Aldea, Ioan Alexandru Brătescu-Voinești și Ion Agârbiceanu, precum și publicarea impresiilor de călătorie în regiunile românești a unor autori cehi ca Jan Neruda, Jan Urban Jarník și Josef Štolba. Textele acestei conferințe au fost publicate în România în același an sub titlul Relațiunile romîno-cehoslovace din trecut și din viitor, cu o prefață a lui Nicolae Iorga. Jan Urban Jarník a făcut o vizită coloniei albaneze din România în ziua de 8 mai, ocazie cu care a vorbit în dialectul gheg, și a susținut o prelegere despre macedo-români („Românii din Peninsula Balcanică”) la sediul Societății de Cultură Macedo-Română în ziua de 16 mai, în cadrul căreia fiul său, Hertvík, a citit articolul publicat în anul 1909 de tatăl său în revista macedoneană Flamura, în care s-a referit la studiile sale asupra macedo-românilor. Hertvík a acordat un interviu în ziarul Izbânda și, apoi, un alt interviu despre „Probleme sociale, dotări și nevoi în Cehoslovacia” în ziarul Neamul Românesc. După un sejur de aproape patru săptămâni la București, cei doi Jarník au plecat pentru a ține prelegeri în alte orașe ale țării: mai întâi la Iași, apoi la Cernăuți și în cele din urmă la Blaj și Sibiu, după care s-au întors acasă tot pe un drum ocolitor: București–Timișoara–Seghedin–Maribor–Graz–Viena–Brno–Praga.
Activitatea de promovare a culturii române pe care a realizat-o Hertvík Jarník a fost recunoscută prin alegerea sa ca membru corespondent al Secției literare-artistice a Asociațiunii pentru literatura română și cultura poporului român din Transilvania (ASTRA) în ședința plenară care a avut loc în ziua de 15 iulie 1921 la Sibiu.

### Profesor de limba română
La câțiva ani după absolvirea facultății, Hertvík Jarník a obținut calificarea de profesor particular (soukromý docent) de istoria literaturii franceze în 1907 și a ținut prelegeri de istoria literaturii franceze ca profesor asociat la Școala Universitară Tehnică Cehă (ČVŠT) din Brno în anul universitar 1908–1909. Imediat după încheierea Primului Război Mondial și formarea statului Cehoslovacia, el urma să devină directorul bibliotecii celor două școli politehnice din Praga, fiind propus de prof. univ. Kamil Krofta, fostul său coleg de studii. Numirea lui urma să aibă loc până la 1 februarie 1921, dar nu s-a mai realizat ca urmare a trimiterii lui Krofta ca ambasador la Vatican și a problemelor juridice cauzate de transferul unui funcționar regional într-un post de funcționar statal. În această situație, la propunerea colectivului profesoral al Universității Masaryk din Brno (care fusese înființată în anul 1919), el a făcut demersuri pentru ocuparea unui post de profesor ordinar de limbi romanice (îndeosebi de limba română), dar numirea sa, care urma să aibă loc inițial în vara anului 1921, a fost amânată un timp din cauza lipsei spațiilor pentru ținerea cursurilor și a nepunerii în practică a inițiativei transformării Bibliotecii Provinciale a Moraviei în bibliotecă universitară și apoi, încă un timp, deoarece existau deja doi profesori de limbi romanice (dintre care unul preda filologie romanică și celălalt istoria literaturii) și nu erau prevăzuți bani în buget pentru înființarea unor specializări noi. Postul de profesor era mai puțin solicitant decât cel de director al Bibliotecii Provinciale (cu atât mai mult cu cât Biblioteca urma să se mute într-un sediu nou) și îi permitea lui Hertvík Jarník să aibă mai mult timp liber la dispoziție pentru a lucra în specialitatea sa profesională.
În cele din urmă, Hertvík Jarník a ocupat în anul 1923 postul de profesor de filologie romanică „cu o atenție deosebită pentru limba și literatura română” la Facultatea de Filosofie a Universității Masaryk din Brno, fiind titular al cursului de limba și literatura română. El a ținut, începând din anul 1924, cursuri de limba română, completate cu interpretări de texte, introducând astfel studiul limbii române în cadrul acestei universități. A fost astfel unul dintre cei trei profesori de limba română care au predat în perioada interbelică la universitățile din Cehoslovacia: George Staca a predat la Universitatea Carolină din Praga, Hertvík Jarník la Universitatea Masaryk din Brno și Jindra Hušková la Universitatea Comenius din Bratislava. Pornind pe urmele tatălui său, el a ținut în anul 1925 prelegeri despre literatura cehoslovacă la cursurile de vară organizate de Universitatea Populară de la Vălenii de Munte (instituție înființată de Nicolae Iorga). Hertvík Jarník este considerat fondatorul Seminarului de limbi romanice de la Facultatea de Filosofie a Universității Masaryk din Brno, printre ai cărui studenți s-a aflat, de exemplu, lingvistul și cercetătorul literar Pavel Trost⁠(d) (1907–1987). A ocupat, în plus, funcția de decan al Facultății de Filosofie⁠(d) a Universității Masaryk în anul universitar 1930–1931.
Profesorul Jarník a publicat, de asemenea, mai multe studii erudite de lingvistică românească în revistele cehoslovace, în care a prezentat pe larg problemele etimologiei românești (de exemplu, „O galicismech v rumunštině”, în Sborník 1. sjezdu čsl. profesorů filozofie, filologie a historie, 1929), a examinat unele chestiuni de dialectologie română (recenzia „Zu Weigands Materialien aus dakorumánischen Dialektologie”, în Revue de la diálectologie romane, tomul V, 1913), a analizat cu minuțiozitate studiul lui Weigand cu privire la „Povestea lui Harap-Alb” a lui Ion Creangă („Zur Interpretation von Ion Creangă's Harap Alb”, în: Archiv für das Studium der neueren Sprachen und Literaturen, Braunschweig – Berlin, 1918) și a efectuat un studiu filologic-critic asupra lucrării „Über die kirchenslavische Vorlage des Codice Voronețean” a lui Bohuš Tenora („Boh. Tenora: Über die kirchenslav. Vorlage des Codice Voronețean («Mitteilungen des Rumänischen Instituts an der Universität Wien... Bd I. 1914 (C. Winter's Universitätsbuchhandlung in Heidelberg)» str. 145–221. 8°”, în Časopis pro moderní filologii⁠(d), 1921). A tradus în limba cehă unele scrieri ale lui Ion Creangă și Mihail Sadoveanu (nuvela „Cei dintâi”) și în limba română unele scrieri ale lui Jan Neruda. Fiind mai mult lingvist decât filolog, nu a publicat studii asupra literaturii române. În afara limbii române, el a fost interesat, de asemenea, la fel ca tatăl său, de studiul limbii albaneze.
S-a implicat, de asemenea, în activități diverse: a fost membru al Asociației Căminului Studențesc Kounic al Universităților Cehe din Brno (Spolek Kounicovy studentské koleje českých vysokých škol v Brně) și al Uniunii Filologilor Cehi și interpret permanent din română în cehă și germană la Tribunalul Superior Regional din Brno (documentat la 1 ianuarie 1923). În plus, a fost fondator și președinte al Asociației Cehoslovaco-Române din Brno (organizație înființată în 1928 ca filială a Institutului Cehoslovaco-Român) și s-a ocupat, în această calitate, cu organizarea unor acțiuni culturale și științifice (conferințe, concerte, expoziții), care au promovat cultura românească în Cehoslovacia. A fost reales președinte al asociației la prima adunare anuală din 16 ianuarie 1930. A efectuat – mai întâi împreună cu tatăl său și apoi singur sau însoțit de alte persoane – mai multe călătorii în România, făcând o propagandă intensă în favoarea poporului român și a culturii române în Cehoslovacia. A condus, printre altele, un grup de studenți și studente ale Facultății de Filosofie din Brno, care au sosit în 27 mai 1931 la București într-o călătorie turistică și au vizitat capitala României, depunând în semn de omagiu o coroană de flori pe Mormântul eroului necunoscut, și a întâmpinat mai multe delegații românești sosite la Brno (precum delegația Fundației Culturale „Principele Carol” și corul „Cântarea României”, afiliat Fundației, care a sosit la sfârșitul toamnei anului 1924).

### Moartea
Profesorul Jarník a predat la Universitatea Masaryk până în 1938 și a locuit pe străzile Erzherzog-Rainer-Gasse (Arcivévody Rainera) nr. 15a și Mathonova nr. 60 din Brno. Hertvík Jarník a murit prematur în 9 decembrie 1938 la Brno și, după funeraliile oficiate în aula Facultății de Filosofie din Brno, a fost incinerat la Crematoriul din Brno⁠(d) în 13 decembrie 1938.

## Scrieri (selecție)
Conform Catalogului cuprinzător al Bibliotecii Naționale a Republicii Cehe, prof. universitar Hertvík Jarník este autor sau coautor al următoarelor lucrări științifice sau literare:
- Studie über die Komposition der Fierabrasdichtungen (Fierabras. Destruction de Rome.) („Studiu referitor la compoziția poemelor cu Fierabras (Fierabras. Destruction de Rome.)”), Verlag von Max Niemeyer, Halle a. d. S., 1903.
- Starší kusy naší Knihovny Komenského („Piese mai vechi ale Bibliotecii noastre Comenius”), Brno, 1909.
- „Zu Weigands Materialien aus dakorumánischen Dialektologie” („Despre materialele lui Weigand din dialectologia daco-română”), în Revue de la diálectologie romane, tomul V, 1913.
- „Orbis pictus“ česky od Bubenky do Chmely („«Orbis pictus» în cehă de la Bubenka la Chmela”), Akciová moravská knihtiskárna, Brno, 1914.
- Schram, Wilhelm⁠(d); Jarník, Hertvík. Die laufenden periodischen Druckschriften der mähr. Landesbibliothek („Publicații periodice actuale ale Bibliotecii Provinciale Morave”), [s.n.], Brünn, 1914, pp. 143–158.
- „Zur Interpretation von Ion Creangă's Harap Alb.” („Despre interpretarea poveștii Harap-Alb a lui I. Creangă”), în Archiv für das Studium der neueren Sprachen und Literaturen, anul LXXII, nr. 137, Georg Westermann Druck und Verlag, Braunschweig – Berlin, 1918, pp. 51–64.
- Relațiunile romîno-cehoslave din trecut și din viitor (Conferință ținută în sala Ateneului Romin în ziua de 7 Maiu 1919 de Dr. Ioan Urban Jarnik și de Dr. Hertvik Jarnik, cu o prefață de N. Iorga), Tipografia „Cultura Neamului Românesc”, București, 1919, 55 p.
- „Boh. Tenora: Über die kirchenslav. Vorlage des Codice Voronețean («Mitteilungen des Rumänischen Instituts an der Universität Wien... Bd I. 1914 (C. Winter's Universitätsbuchhandlung in Heidelberg)» str. 145–221. 8°”, în Časopis pro moderní filologii⁠(d), Praga, anul VII, 1921, pp. 44–52.
- Přepis albánštiny („Transliterarea limbii albaneze”), Spolek československých knihovníků, Praga, 1926, 10 p.
- „O galicismech v rumunštině” („Despre galicisme în limba română”), în Sborník 1. sjezdu čsl. profesorů filozofie, filologie a historie, Praga, 1929. 7 p.

### Traduceri
- Mihail Sadoveanu, „Cei dintâi”, în Světová knihovna, nr. 54.

## Onoruri
În semn de recunoaștere a meritelor sale pentru dezvoltarea relațiilor cehoslovaco-române, profesorul Hertvík Jarník a fost decorat cu Ordinul „Coroana României” în grad de Cavaler.
După moartea lui Hertvík Jarník, profesorul român Nicolae Iorga a publicat un articol elogios dedicat profesorului ceh în volumul IV al cărții Oameni cari au fost (1939), în care l-a descris ca pe unul dintre cei mai buni prieteni ai națiunii române și i-a făcut următorul portret:
| “ | Profesor la Brno, acesta, care a introdus limba noastră totdeauna în cursurile sale de filologie romanică și, pentru a strânge legăturile între cele două neamuri, a întemeiat și o societate de filoromâni, care-i va supraviețui. Nu l-am mai văzut dela război încoace ca să-i arătăm că n'am fost nesimțitori la atâta gând bun ce-l simțeam necontenit îndreptat spre noi. Extrema lui sfială, care-l făcea așa de simpatic pe fiul care n'avea energia ofensivă a tatălui, l-a împiedecat singură de a face acest drum. | ” |